# Ауда (футбольний клуб)
«Ауда» (латис. Futbola klubs Auda) — латвійський футбольний клуб з міста Кекава, заснований у 1969 році.

## Хронологія назв
- 1969 — 1990: 9 травня (рос. «9 Мая»)
- 1991: ФК «Ауда»
- 1992 — 1993: РФК
- 1994: РФК «Ауда»
- 1995 — до сьогодні: ФК «Ауда»

## Історія
Історія «Ауди» почалася в 1960-х роках, коли футбольна команда була створена на базі місцевого колгоспа, що носив російськомовну назву «9 Мая». Виступала на одному із стадіонів ризького району Вецмілгравіс. Клуб виступав у нижчих дивізіонах латвійського футболу, сезони у вищій лізі припали на 1986–1987 роки, але вони також не принесли хороших результатів.
Наприкінці 1980-х років змінено назву колгоспу на «Ауда», а також назву футбольної команди. У 1991 році під керівництвом Валерія Лейтанса та Юріса Доценка «Ауда» дебютувала у вищому дивізіоні чемпіонату Латвії. У змаганнях серед 20 команд «Ауда» фінішувала 15-ю. Наступного сезону латвійська футбольна команда РФК була реформована на базі команди «Ауда». Під такою назвою команда, брала участь у першій лізі (другий дивізіон латвійського футболу). У 1994 році команда змінилап назву на РФК «Ауда». 
У 1995 році клуб отримав сучасну назву ФК «Ауда». Наступного сезону клуб грав у другому дивизіоні, а в 1997 році підвищився до першого дивізіону.
З 2002 по 2004 команда грає у вищому дивізіоні Латвії. 
15 жовтня 2005 року «Ауда» зіграла свою першу гру на новому стадіоні в Кекаві. У 2007 році клуб об'єднався з командою «Албертс» (Рига).
У 2022 році після тривалої перерви ФК «Ауда» повернулась до вищого дивізіону.

## Кольори
| Зелений | Чорний |

## Відомі гравці
- Ренарс Вуцанс
- Каспарс Горкшс
- Андрейс Рубінс

## Титули і досягнення
- Володар Кубка Латвії: 2022